# Geranomyia enderleini
Geranomyia enderleini är en tvåvingeart som beskrevs av Alexander 1913. Geranomyia enderleini ingår i släktet Geranomyia och familjen småharkrankar.
Artens utbredningsområde är Costa Rica. Inga underarter finns listade i Catalogue of Life.